# Wapen van Grootegast

het wapen van Grootegast

Het wapen van Grootegast werd op 2 februari 1889 door de Hoge Raad van Adel aan de Groningse gemeente Grootegast toegekend. In 1990 werd de gemeente Oldekerk aan de gemeente Grootegast toegevoegd. Na de fusie behield de gemeente de naam en daarmee eveneens het wapen. Het wapen is gelijk aan dat van Langewold. Vanaf 2019 is het wapen niet langer als gemeentewapen in gebruik omdat de gemeente Grootegast in de nieuwe gemeente Westerkwartier op is gegaan.

## Blazoenering
De blazoenering van het wapen luidt als volgt:
In zilver eene burcht geflankeerd door twee van tinnen voorziene torens, alles van keel, staande op een terras van sinopel. Het schild gedekt met eene van keel gevoerde kroon van goud met drie fleurons en omgeven door het randschrift "Gemeentebestuur van Grootegast".
Het wapen is van zilver met daarop een rode burcht. Op de hoeken van de burcht toren met bovenaan elk drie kantelen. De gehele burcht, met torens, is rood van kleur en staat op een groene ondergrond. Rood mag doorgaans geen andere kleuren raken, waardoor dit een raadselwapen zou zijn, maar omdat groen een natuurlijke kleur van gras is, kan het ook als een heraldisch natuurlijke kleur gezien worden. De heraldische natuurlijke kleur mag wel de kleuren en metalen raken. De kroon van drie bladeren is de zogenaamde gravenkroon, in tegenstelling tot het wapen van Middelstum toont de tekening bij de Hoge Raad van Adel wel de twee parels, de tekening is leidend als er geen blazoenering is. Het schild wordt omgeven door een lint met de tekst Gemeentebestuur van Grootegast in plaats van een schildhouder.
Adorp
· Aduard
· Appingedam
· Baflo
· Bedum
· Beerta
· Bellingwedde
· Bellingwolde
· Bierum
· De Marne
· Delfzijl 
· Eemsmond
· Eenrum
· Ezinge
· Finsterwolde
· Grijpskerk
· Grootegast
· Haren
· Hefshuizen
· Hoogezand
· Hoogezand-Sappemeer
· Hoogkerk
· Kantens
· Kloosterburen
· Leek
· Leens
· Loppersum
· Marum
· Meeden
· Menterwolde
· Middelstum
· Midwolda
· Muntendam
· Nieuweschans
· Nieuwe Pekela
· Nieuwolda
· Noordbroek
· Noorddijk
· Oldehove
· Oldekerk
· Onstwedde
· Oosterbroek
· Oude Pekela
· Reiderland
· Sappemeer
· Scheemda
· Slochteren
· Stedum
· Ten Boer
· Termunten
· Uithuizen
· Uithuizermeeden
· Ulrum
· Usquert
· Vlagtwedde
· Warffum
· Wedde
· Wildervank
· Winschoten
· Winsum
· 't Zandt
· Zuidbroek
· Zuidhorn